# Krishnagiri (Distrikt)
Der Distrikt Krishnagiri (Tamil: கிருஷ்ணகிரி மாவட்டம்) ist ein Distrikt des indischen Bundesstaates Tamil Nadu. Verwaltungszentrum ist die namensgebende Stadt Krishnagiri, die größte Stadt ist Hosur. Der Distrikt hatte bei der Volkszählung 2011 eine Fläche von 5.192 Quadratkilometern und rund 1,9 Millionen Einwohner.

## Geografie

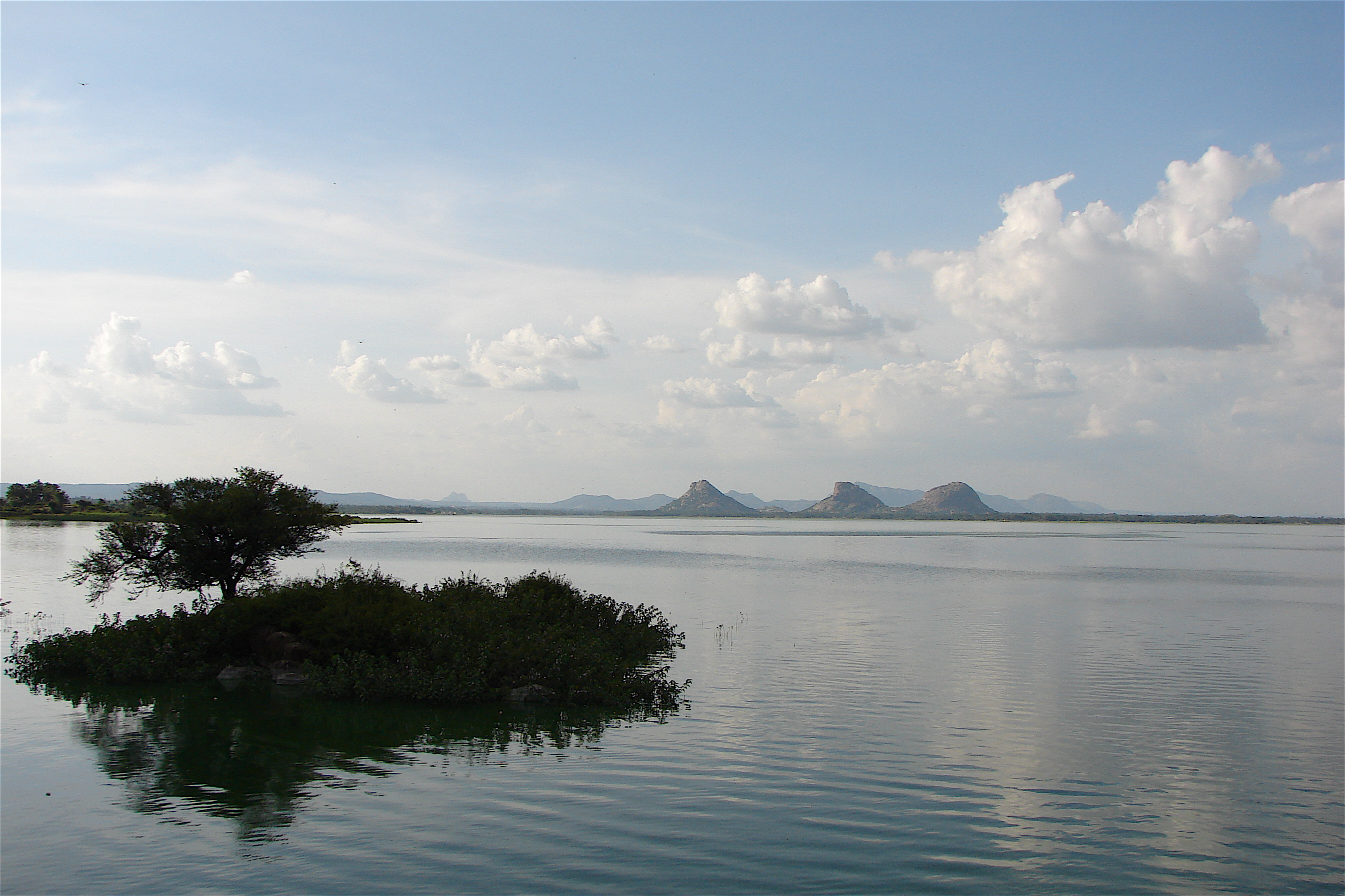
Am Krishnagiri-Stausee

Der Distrikt Krishnagiri liegt im nördlichen Binnenland Tamil Nadus an der Grenze zu den Bundesstaaten Karnataka und Andhra Pradesh. Nachbardistrikte sind Tirupattur im Osten, Tiruvannamalai im Südosten und Dharmapuri im Süden (alle Tamil Nadu), Chamarajanagar im Südwesten, Ramanagara im Westen, Bengaluru Urban im Nordwesten, Bengaluru Rural und Kolar im Norden (alle Karnataka) sowie Chittoor (Andhra Pradesh) im Nordosten.
Die Fläche des Distrikts Krishnagiri beträgt 5.091 Quadratkilometer. Das Gelände bildet den Übergang von den Ebenen Tamil Nadus zum Hochland von Dekkan und steigt von Südosten nach Nordwesten hin langsam an. Die Höhenlage reicht von 300 Metern über dem Meeresspiegel im Südosten bis 900 Meter an der Grenze zu Karnataka. Im Südwesten bei Denkanikottai erheben sich die Melagiri-Berge, ein Ausläufer der Ostghats, die Höhen von bis zu 1400 Metern erreichen. Die Berge sind dicht bewaldet und bieten noch Lebensraum für Asiatische Elefanten und andere Wildtiere bieten. Quer durch das Distriktgebiet fließt der Fluss Ponnaiyar. Bei Krishnagiri wird der Ponnaiyar durch die Krishnagiri-Talsperre aufgestaut. Im Südwesten bildet der Fluss Kaveri über etwa 25 Kilometer die Grenze des Distrikts.
Im Distrikt Krishnagiri herrscht ein wechselfeuchtes Tropenklima vor. Die Jahresmitteltemperatur in Krishnagiri beträgt 26,5 °C, das Jahresmittel des Niederschlages liegt bei 789 mm. Die meisten Niederschläge fallen während des Nordostmonsuns im Oktober und November. Auch während des Südwestmonsuns im August und September kommt es zu Regenfällen.

## Geschichte

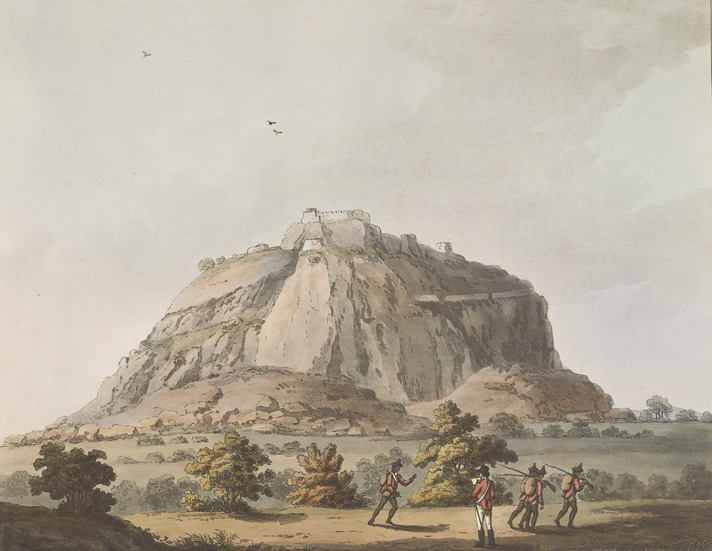
East View of Kistnaghurry (handkolorierte Aquatinta aus J. Hunter: Picturesque Scenery in the Kingdom of Mysore, 1805)

Das Fort Krishnagiri, auf dem gleichnamigen Berg gelegen, entstand unter der Herrschaft des Vijayanagar-Königs Krishnadevaraya (1509–29). Während der Mysore-Kriege widerstand es zwei britischen Eroberungsversuchen, am Ende des Dritten Mysore-Krieges musste Tipu Sultan die Gegend von Krishnagiri aber an die Britische Ostindien-Kompanie abtreten. Die Briten gliederten das Gebiet als Teil des Distrikts Salem in die Provinz Madras ein. Nach der indischen Unabhängigkeit kam das Gebiet zum 1956 neuformierten Bundesstaat Madras (heute Tamil Nadu). 1965 wurde Krishnagiri zusammen mit dem Nordteil des Distrikts Salem Teil des neugegründeten Distrikts Dharmapuri. Als eigenständiger Distrikt wurde Krishnagiri am 9. Februar 2004 durch Abspaltung vom Distrikt Dharmapuri gebildet.

## Bevölkerung

Jugendliche in Krishnagiri

Bei der indischen Volkszählung 2011 hatte der Distrikt Krishnagiri 1.879.809 Einwohner. Die Bevölkerungsdichte lag mit 367 Einwohnern pro Quadratkilometer unter dem Durchschnitt Tamil Nadus (555 Einwohner pro Quadratkilometer). 23 Prozent der Einwohner des Distrikts lebten in Städten. Die Urbanisierungsrate war damit nur halb so hoch wie im Mittel des Bundesstaates (48 Prozent der Bevölkerung). Die Alphabetisierungsquote war unterdurchschnittlich: 72 Prozent der Einwohner des Distrikts konnten lesen und schreiben (Der Durchschnitt Tamil Nadus betrug 80 Prozent).
Unter den Einwohnern des Distrikts Krishnagiri stellen Hindus die große Mehrheit. Nach der Volkszählung 2011 machten sie im Distrikt Krishnagiri 91,7 Prozent der Bevölkerung aus. 6,1 Prozent der Einwohner bekannten sich zum Islam, während Christen mit 1,9 Prozent nur eine kleine Minderheit darstellten.
Die Hauptsprache im Distrikt Krishnagiri ist wie in ganz Tamil Nadu das Tamil. Daneben gibt es größere Minderheiten von Sprechern der Sprachen der beiden Nachbarbundesstaaten Andhra Pradesh und Karnataka, Telugu und Kannada. Bei der Volkszählung 2001 sprachen 57,0 Prozent der Bevölkerung im Gebiet des heutigen Distrikts Krishnagiri Tamil als Muttersprache. 22,5 Prozent sprachen Telugu und 13,7 Prozent Kannada. Außerdem war unter einem Teil der muslimischen Bevölkerung Urdu (5,4 Prozent) verbreitet.
Bei der Volkszählung 2011 waren 14,2 Prozent der Einwohner des Distrikts Angehörige registrierter niederer Kasten (Scheduled Castes) und 1,2 Prozent Angehörige der registrierten Stammesbevölkerung (Scheduled Tribes). Zu letzteren gehören die Malayali und die Irular.

## Verwaltungsgliederung

### Taluks
Der Distrikt Krishnagiri war im Jahr 2022 in acht Taluks gegliedert: Krishnagiri, Bargur, Uthangarai, Pochampalli, Hosur, Denkanikottai, Shoolagiri und Anchetty.

### Municipalities
Im Distrikt Krishnagiri gab es im Jahr 2011 zwei Municipalities (mit Einwohnerzahl 2011):
- Hosur (116.821)
- Krishnagiri (71.323)

### Town Panchayats
2011 gab es folgende sieben Town Panchayats (mit Einwohnerzahl 2011):
- Bargur (16.366)
- Denkanikottai (24.250)
- Mathigiri (23.129)
- Kaveripattinam (15.006)
- Kelamangalam (13.321)
- Nagojanahalli (9.953)
- Uthangarai (18.470)

### Sonstige Siedlungen
2011 wurden 602 bewohnte Dörfer, 10 Community Development Blocks mit 333 Village Panchayats und fünf Census towns gezählt.